# خنجر (سنتی)

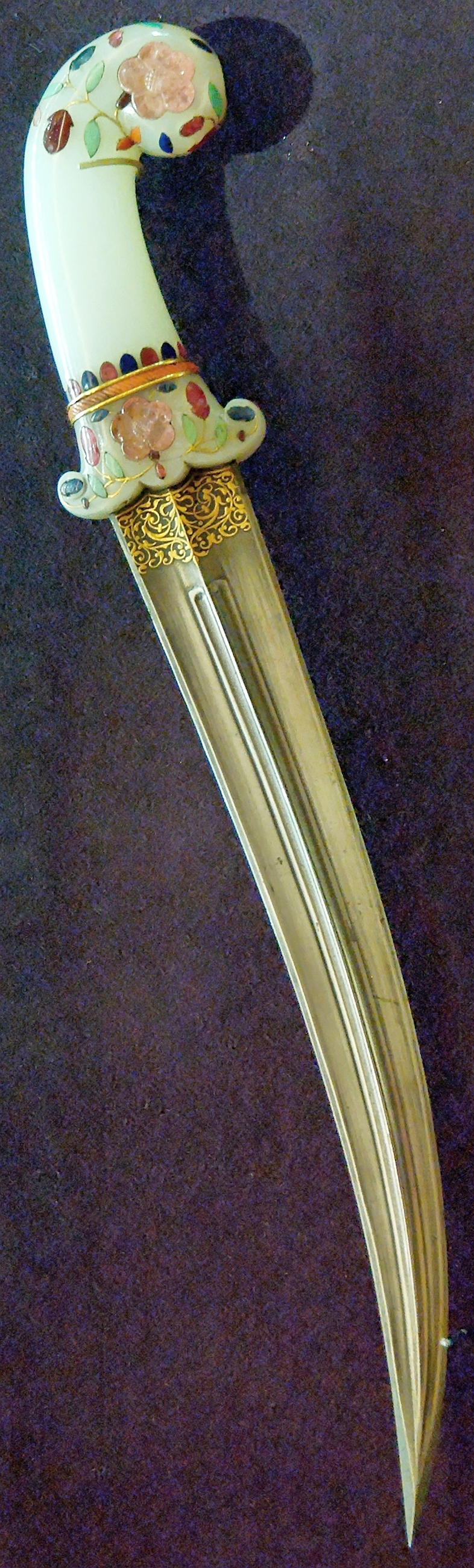

خنجر سنتی یک خنجر منحنی کوتاه است که به شکل «جی» شکل می‌باشد و شبیه به قلاب است. این نبردافزار می‌تواند از انواع مختلفی ساخته شود. این نوع خنجر در میان گردشگران محبوب است و در بازار در مناطق مختلف به ویژه خاورمیانه و هند فروخته می‌شود.